# Tatyana Kotova
Pour les articles homonymes, voir Kotova.
Ne doit pas être confondue avec Tatyana Kotova, une athlète ukrainienne née le 2 janvier 1970 et spécialisée dans le triple saut, ni avec la chanteuse mannequin Tatiana Kotova.
Tatiana Vladimirovna Kotova, née le 11 décembre 1976 à Kokand en Ouzbékistan, est une athlète russe, pratiquant le saut en longueur.

## Biographie
Née en Ouzbékistan durant la période soviétique et élevée au Tadjikistan, elle part ensuite à Barnaoul et obtient la nationalité russe.
Double championne du monde en salle en 1999 et 2003, elle remporte un troisième titre en 2006. Mais contrôlée positive sur des échantillons de 2005, son titre lui est retiré.
En août 2000, elle a un accident de voiture qui l'empêchait, par sécurité, de participer aux Jeux olympiques de Sydney le mois suivant. Mais la Russe s'y rend tout de même et termine 4e. En 2009, elle récupère la médaille de bronze à la suite de la disqualification pour dopage de Marion Jones.
Championne d'Europe en 2002, elle est double médaillée de bronze aux Jeux olympiques à Sydney puis Athènes au début du XXIe siècle. Par son palmarès et sa régularité, elle figure parmi les cinq meilleures sauteuses en longueur de l'histoire aux côtés de Galina Chistyakova ou Heike Drechsler. Elle réalise le saut le plus long du vingt-et-unième siècle avec 7,42 m.
Elle échoue en qualifications des Jeux olympiques de 2008 puis aux Championnats d'Europe 2010. Elle met un terme à sa carrière en 2012, à 35 ans, après avoir échoué à se qualifier lors des championnats de Russie pour les Jeux olympiques de Londres.

## Palmarès
| Date | Compétition                    | Lieu       | Résultat | Marque |
| ---- | ------------------------------ | ---------- | -------- | ------ |
| 1997 | Championnats d'Europe espoirs  | Turku      | 1re      | 6,57 m |
| 1999 | Championnats du monde en salle | Maebashi   | 1re      | 6,86 m |
| 1999 | Championnats du monde          | Séville    | qual.    | 6,62 m |
| 2000 | Jeux olympiques                | Sydney     | 3e       | 6,83 m |
| 2000 | Finale mondiale                | Doha       | 5e       | 6,70 m |
| 2001 | Championnats du monde en salle | Lisbonne   | 2e       | 6,98 m |
| 2001 | Championnats du monde          | Edmonton   | 2e       | 7,01 m |
| 2002 | Finale mondiale                | Paris      | 2e       | 6,86 m |
| 2002 | Championnats d'Europe          | Munich     | 1re      | 6,85 m |
| 2002 | Coupe du monde des nations     | Madrid     | 1re      | 6,85 m |
| 2003 | Championnats du monde en salle | Birmingham | 1re      | 6,84 m |
| 2003 | Championnats du monde          | Paris      | 2e       | 6,74 m |
| 2003 | Finale mondiale                | Monaco     | 2e       | 6,92 m |
| 2004 | Championnats du monde en salle | Budapest   | 2e       | 6,93 m |
| 2004 | Jeux olympiques                | Athènes    | 3e       | 7,05 m |
| 2004 | Finale mondiale                | Monaco     | 3e       | 6,65 m |
| 2005 | Championnats du monde          | Helsinki   | —        | DQ     |
| 2005 | Finale mondiale                | Monaco     | —        | DQ     |
| 2006 | Championnats du monde en salle | Moscou     | —        | DQ     |
| 2006 | Finale mondiale                | Stuttgart  | —        | DQ     |
| 2007 | Championnats du monde          | Osaka      | 3e       | 6,90 m |

### Dopage
À la suite d'un contrôle positif sur un échantillon de 2005
, elle écope d'une suspension de 2 ans et ses résultats compris entre le 10 août 2005 et le 9 août 2007 sont invalidés.